# Sosigenes der Peripatetiker
Sosigenes der Peripatetiker war ein aristotelischer Philosoph (Peripatetiker) des 2. Jahrhunderts.
Sosigenes wird im Zusammenhang mit der „Rettung der Phänomene“ genannt, das heißt mit der Frage, wie man die komplizierten Bewegungen der Himmelskörper, insbesondere von Sonne, Mond und Planeten, letztlich auf die Kombination idealer, gleichförmiger Kreisbewegungen um ein Zentrum zurückführen könne. Am 4. September 164 soll er eine ringförmige Sonnenfinsternis beobachtet und aus dem Unterschied zu einer totalen Sonnenfinsternis geschlossen haben, dass die scheinbare Größe von Sonne oder Mond sich ändere und somit sie nicht um ein gemeinsames Zentrum (die Erde) kreisen könnten, sondern dass diese Himmelskörper jeweils eigene Zentren haben müssten. Dadurch wurde er zu einem Anreger des Nikolaus Kopernikus bei der Ausarbeitung seines heliozentrischen Systems. Einer seiner Schüler war Alexander von Aphrodisias.